# جرمن روخاس (بازیکن فوتبال)
جرمن روخاس (انگلیسی: Germán Rojas؛ زادهٔ ۱۰ آوریل ۱۹۷۹) بازیکن فوتبال اهل اسپانیا است.
از باشگاه‌هایی که در آن بازی کرده‌است می‌توان به باشگاه فوتبال کوردوبا، باشگاه فوتبال سویا، و باشگاه فوتبال اتلتیکو مادرید بی اشاره کرد.